# 雷莫语
雷莫语（Remo），也被称为本达语（Bonda）或本多语（Bondo），是南亚语系蒙达语族南蒙达语支的一种语言。其主要在印度奥里萨邦被使用。 根据1951年的印度人口普查，使用者有2,568名，全部居住在奥里萨邦， 根据世界少数民族语文研究院研究，其使用群体在2002年增加到大约9,000人。 

## 分类
雷莫语是属于南亚语系蒙达语支南部亚群的一种原住民语言。 其没有传统的书写系统。 由于雷莫语和另一种名为古托布语（Gutob）的南蒙达语的相似性，它们被认为组成了古托布-雷莫（Gutob-Remo）分支。

## 历史
雷莫语的名字来源于其族人的自称“Remo”。该词在雷莫语中，即为人类的意思，由此派生出语言名称“Remosam”，即人类语言。
而“本达”一词来源于外人对该部落人的称呼“Bonda”或“Bondo”。

## 地理分布
各地的雷莫语略有不同，主要分为平原雷莫（本达）语或丘陵雷莫（本达）语两大类。 

### 平原雷莫语
该方言主要分布在奥里萨邦马尔坎基里县的35个村庄。 1941年，2,565人被归类为平原雷莫人。这个数字在1971年几乎翻了一番，有 4,764 人自我识别为平原雷莫人。然而，人口的增加并没有伴随着语言使用的扩展。 截至 2002 年，有3,500名使用者，而且其中很少为单语者。 

### 丘陵雷莫语
该方言主要分布在奥里萨邦的杰伊普尔丘陵地区。 截至 2002 年，有5,570名使用者。 

## 音系

### 重音
在雷莫语中，词的主要重音会出现在词中最后一个、带双元音、带声门塞音或带音节尾辅音的音节上。 然而，平原雷莫语主要将重音放在词中第二个音节上。  雷莫语单词最多可以有5个音节。 

### 双元音
双元音可出现在词首或词中，且通常由两个不同的元音构成。 
| 雷莫语词汇 | 翻译 |
| ---------- | ---- |
| lean       | 舌头 |
| bois       | 年龄 |
| guidag     | 洗   |
| otoi       | 不是 |
| dau        | 小的 |

### 辅音
雷莫语有 33 个辅音。 
|        |      | 双唇音 | 双唇音 | 齿龈音 | 齿龈音 | 卷舌音 | 卷舌音 | 硬颚音 | 硬颚音 | 软腭音 | 软腭音 | 声门 |
| 不送气 | 送气 | 不送气 | 送气   | 不送气 | 送气   | 不送气 | 送气   | 不送气 | 送气   |        |        | 声门 |
| ------ | ---- | ------ | ------ | ------ | ------ | ------ | ------ | ------ | ------ | ------ | ------ | ---- |
| 塞音   | 清音 | p      | pʰ     | t      | tʰ     | ʈ      | ʈʰ     | c      | cʰ     | k      | kʰ     | ʔ    |
| 塞音   | 浊音 | b      | bʱ     | d      | dʱ     | ɖ      | ɖʱ     | ɟ      | ɟʱ     | g      | gʱ     |      |
| 擦音   | 清音 |        |        | s      |        |        |        |        |        |        |        | h    |
| 擦音   | 浊音 |        |        | (z)    |        |        |        |        |        |        |        |      |
| 鼻音   | 鼻音 | m      |        | n      |        | ɳ      |        | ɲ      |        | ŋ      |        |      |
| 近音   | 近音 |        |        | l      |        | ɭ      |        | j      |        | w      |        |      |
| 颤音   | 颤音 |        |        | r      |        |        |        |        |        |        |        |      |

/z/ 只出现在来自奥里亚语的外来词中。 

### 元音
雷莫语中有5个元音音素：/a、e、i、o、u/。 
在雷莫语中，元音也可带有鼻音。同时双元音也很常见。 

## 语法

### 句法
雷莫语遵循主宾动语序，但也存在其他语序。 

### 语法性
年龄和性别作为个人的分类名称。女性名字以 /-i/ 结尾，男性名字以 /-a/ 结尾。动物也区分性别。 

### 复合动词
复合动词在雷莫语中不常用，但可以用作连接分词。 

## 词汇

### 亲属称谓
在亲属称谓中，软腭鼻音/ŋ/时常出现。各种亲属关系术语也代表多个职位。 
| 雷莫语词汇 | 汉语翻译                     |
| ---------- | ---------------------------- |
| baʔ        | 父亲                         |
| iyɔŋ       | 母亲                         |
| remɔ       | 男人                         |
| mpɔr       | 丈夫                         |
| kunui      | 妻子                         |
| bɔrai      | 姑母、伯母、叔母、姨母、舅母 |
| busã       | 姑父、伯父、叔父、姨父、舅父 |
| tata       | 爷爷、外公                   |
| ya/iya     | 奶奶/外婆                    |
| maŋ        | 大哥                         |
| miŋ        | 姐姐                         |
| ileʔǐ      | （外）孙子、（外）孙女       |
| masɔ       | 外甥、侄子                   |